# Movimiento CREO
Movimento Creo — em espanhol: Movimiento CREO (Movimiento Creando Oportunidades) — é um partido político de direita do Equador, criado em 20 de agosto de 2012.

## História
Primeira participação em eleições

Logo utilizada pelo partido nos anos de 2012-2020.

O partido participou eleitoralmente pela primeira vez nas eleições presidenciais equatorianas no ano de 2013, e durante a campanha organizou a coalizão eleitoral "Unidos pelo Equador". Seu candidato, Guillermo Lasso, ficou em segundo lugar, enquanto Mae Montaño venceu a disputa para deputado federal. Os resultados dessas eleições fizeram do CREO a segunda maior força política no Equador, com 11 cadeiras no Parlamento.
Eleições regionais de 2014
Nas eleições regionais equatorianas de 2014 , o CREO elegeu 22 prefeitos, incluindo as cidades de Azogues, Riobamba e Tena, além da prefeitura da cidade de Loja. Desde 2014, o CREO formou o grupo Compromiso Equador, formou vários grupos políticos e sindicais, além do apoio de várias figuras políticas de várias correntes políticas, em resposta aos projetos de emendas constitucionais promovidos pelo governo de Correa, buscando o grupo que foi chamado uma consulta popular sobre o pacote de emendas, com foco na emenda sobre a reeleição indefinida de cargos eleitos pelo povo. Em setembro de 2016, o CREO foi admitido como membro da União de Partidos Latino-Americanos e se afiliou a União Democrática Internacional.
Eleições nacionais de 2017
Guilherme Lasso e seu partido formaram a coalizão Unidade para a Mudança como plataforma eleitoral e política para as eleições presidenciais de 2017 no Equador. Durante as eleições legislativas de 2017, a aliança ganhou 34 cadeiras no Parlamento, tornando-se o primeiro bloco de oposição ao Alianza País.No mesmo ano o partido foi ao segundo turno da disputa presidencial do Equador com o candidato Guillermo Lasso, mas perdeu para o Lenín Moreno candidato do Alianza País.
Consulta popular
Em 8 de novembro de 2017, Guillermo Lasso anunciou a participação do CREO na campanha a favor do Sim na Consulta Popular de fevereiro de 2018.
Primeiro presidente eleito pelo partido
Em 2021 na eleição presidencial do Equador o candidato do Partido Movimento CREO Guillermo Lasso venceu a disputa eleitoral após derrotar o candidato Independente Andrés Arauz no segundo turno.

## Resultados eleitorais

### Eleições presidenciais
| Ano  | Candidatos      | Candidatos          | 1° Turno  | 1° Turno | 2° Turno  | 2° Turno | Resultado | Notas                                |
| Ano  | Presidente      | Vice-presidente     | Votos     | %        | Votos     | %        | Resultado | Notas                                |
| ---- | --------------- | ------------------- | --------- | -------- | --------- | -------- | --------- | ------------------------------------ |
| 2013 | Guillermo Lasso | Juan Carlos Solines | 1.951.102 | 22.68    |           |          | 2° lugar  | Primera participação                 |
| 2017 | Guillermo Lasso | Andrés Páez         | 2.653.403 | 28.09    | 4.833.389 | 48.84    | 2° lugar  | Aliança com o Movimiento SUMA        |
| 2021 | Guillermo Lasso | Alfredo Borrero     | 1.830 172 | 19.74    | 4.656.426 | 52.36    | Eleito    | Aliança com o Partido Social Cristão |

### Eleições para o Parlamento
| Ano  | Cabeça de lista | Votos     | Cadeiras | Resultados | Notas                        |
| ---- | --------------- | --------- | -------- | ---------- | ---------------------------- |
| 2013 | Mae Montaño     | 1.032.804 | 11 / 137 | 11.42%     |                              |
| 2017 | Guillermo Celi  | 1.589.460 | 34 / 137 | 20.84%     | Aliança com o Movimento SUMA |
| 2021 | César Monge     | 639.736   | 12 / 137 | 9.69%      |                              |

### Eleições para Prefeitos
| Ano  | Eleitos        | Eleitos    |
| Ano  | N.º de Eleitos | % de Votos |
| ---- | -------------- | ---------- |
| 2014 | 22 / 221       | 9.96%      |
| 2019 | 34 / 221       | 15.38%     |